# Isla Bayoneta
Isla Bayoneta is een onbewoond eiland in de golf van Panama. Het is onderdeel van de eilandengroep genaamd de Pareleilanden en behoort tot de provincie Panama van het gelijknamige land.
Het eiland bevindt zich ten zuiden van Isla Gibraleón.
Het eiland bestrijkt zo'n 2,6 vierkante kilometer.
In het oosten en zuid-oosten bevinden zich twee kleinere eilandjes zonder naam. Het kleinere eiland in het zuid-oosten is te voet bij eb te bereiken, bij vloed heerst echter een sterke stroming.
In seizoenen 4 en 6 van de serie The Island with Bear Grylls wordt het eiland gebruikt als opnamelocatie, evenals seizoen 2 van Celebrity Island with Bear Grylls.